# Belgiens försvarsmakt

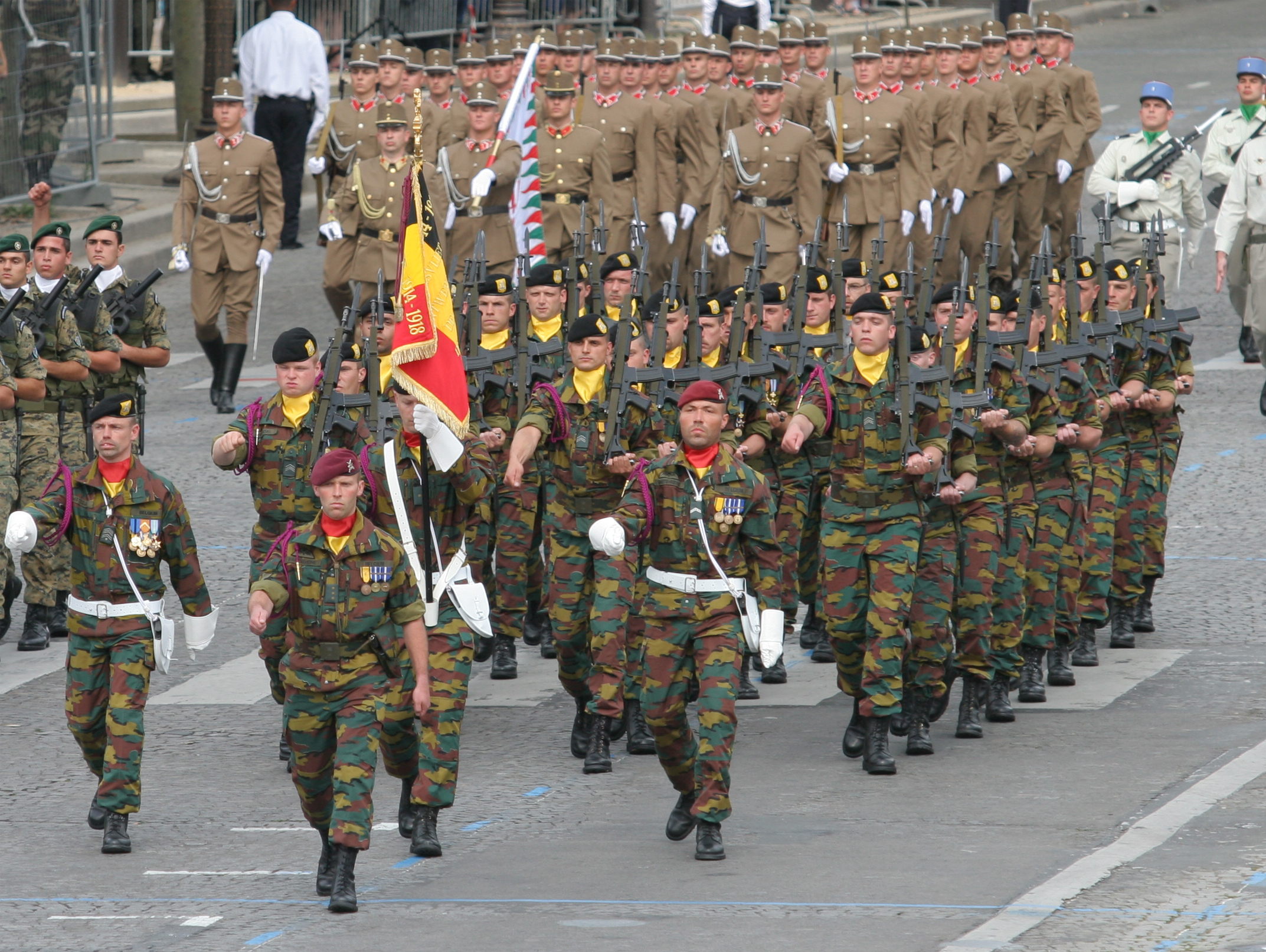

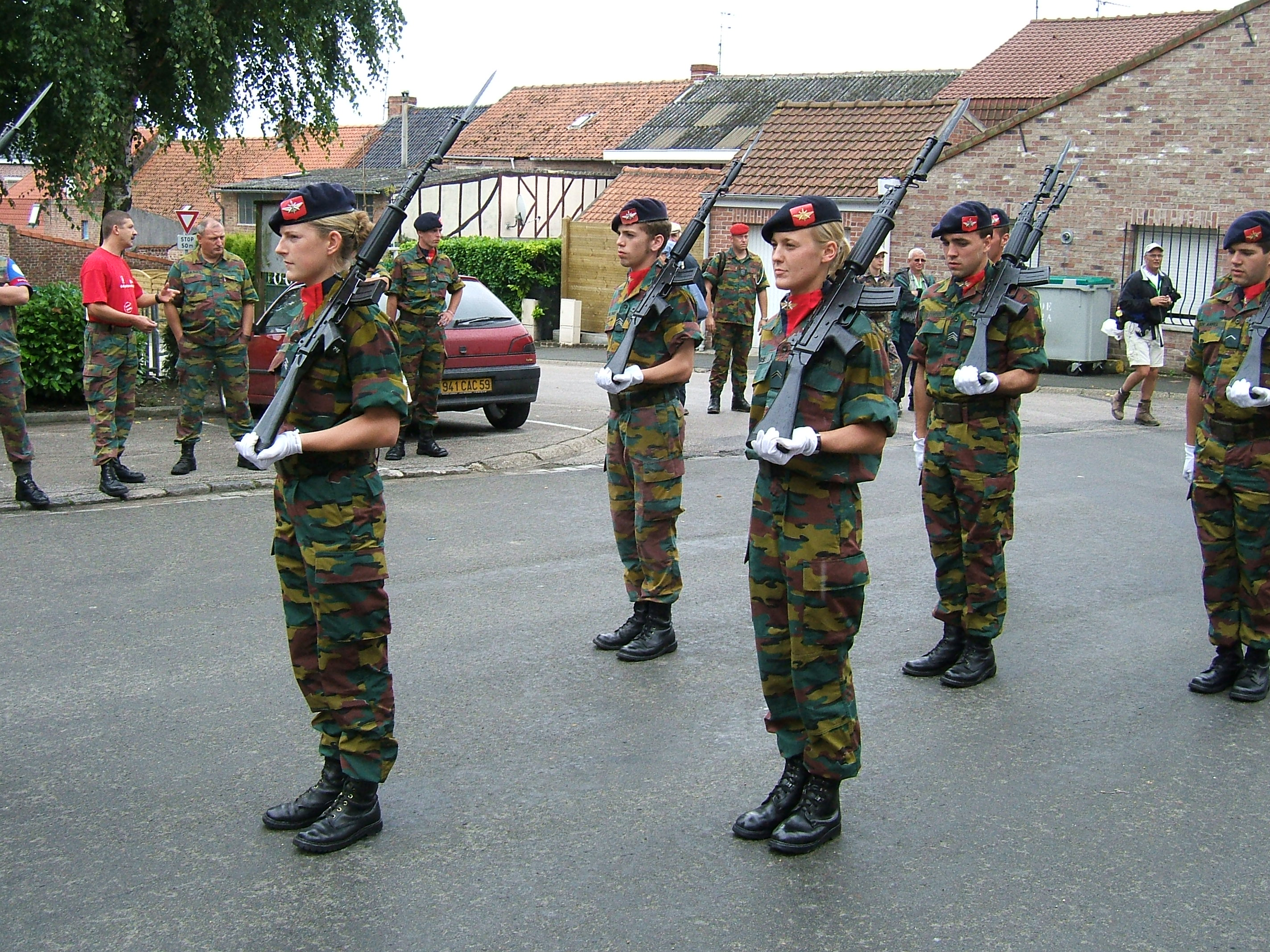
Belgiska luftvärnssoldater vid uppvisningsexercis.

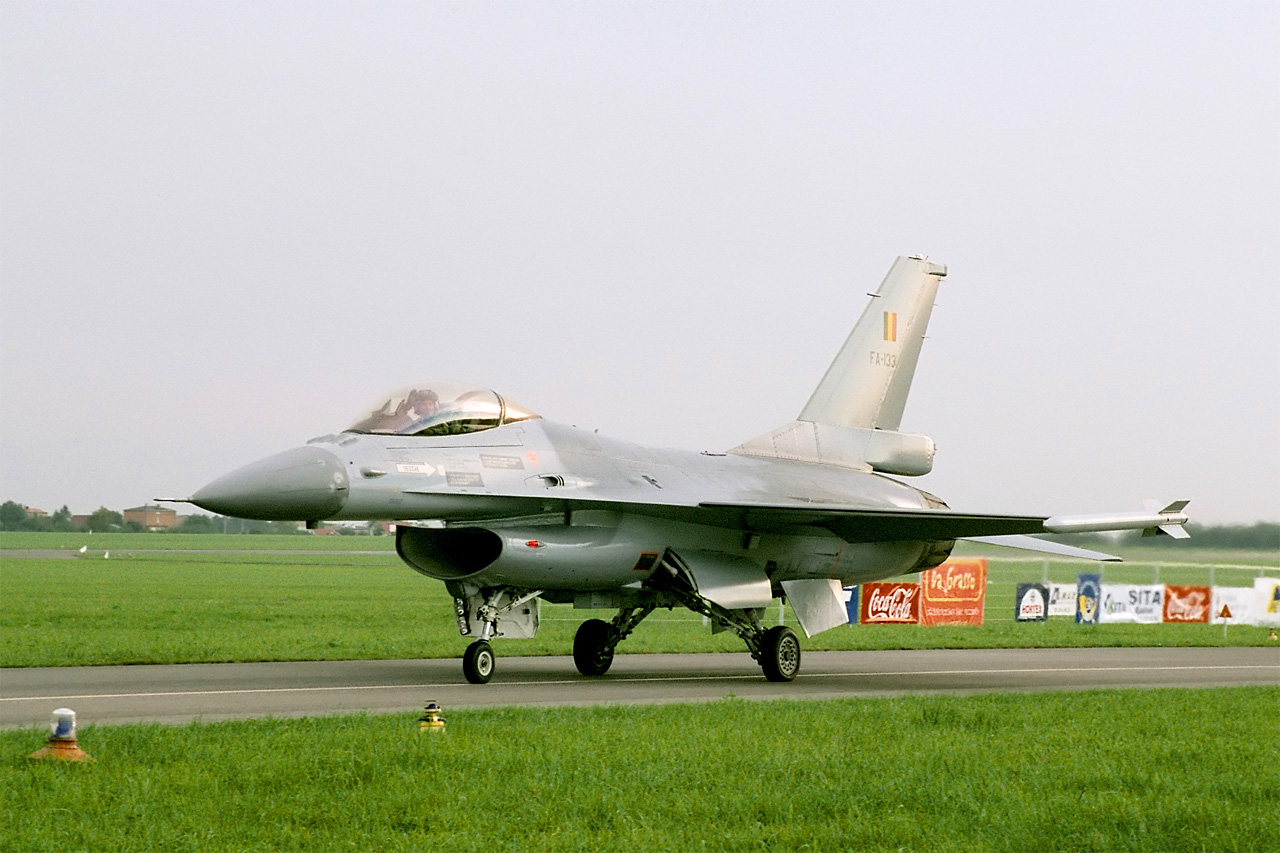
Ett belgiskt F-16 Fighting Falcon-plan vid flyguppvisning.

Belgiens försvarsmakt (nederländska: Belgische Defensie, franska: La Défense belge, tyska: Belgische Streitkräfte) är Belgiens militära styrkor och består av fyra försvarsgrenar: armé, marin, flygvapen och medicinsk enhet.
Belgien är medlem i både Nato och EU. Belgien har avskaffat värnplikten och den belgiska försvarsmakten består numera endast av yrkessoldater. Fredsstyrkan är 40 000 soldater. I reserven ingår 60 000 soldater.

## Historia
Den belgiska militären skapades i samband med Belgiens självständighet 1830 och har stridit i första och andra världskriget. Belgiens försvarsmakt var även stationerad i Tyskland efter andra världskriget fram till 2002 och har även stationerats i Kosovo. ParaCommando-Brigaden, Belgiens fallskärmsjägare, har satts in ett flertal gånger i Centralafrika.

### Armén
I den belgiska armén - Landcomponent eller Composante Terre - ingår 26 000 soldater (varav 1 500 kvinnor). Den består av tre mekaniserade brigader, 1 fallskärmsjägarbrigad och 3 helikopterbataljoner.
De viktigaste markstridsplattformarna är 150 stridsvagnar Leopard 2, 150 spaningspansarbandvagnar Scimitar, 270 pansarskyttebandvagnar YPR-765, 300 pansarbandvagnar M-113, 200 pansarbandvagnar Spartan och 110 bandkanonvagnar M109 haubits.

### Marinen
I den belgiska marinen - Marinecomponent eller Composante Maritime - ingår 2 600 soldater (varav 270 kvinnor). De viktigaste sjöstridsplattformarna är tre fregatter, fyra minfartyg och nio minröjningsfartyg.
De belgiska och nederländska marinerna är underställda en gemensam sjöstridsledning i Den Helder, Nederländerna.

### Flygvapnet
I det belgiska flygvapnet - Luchtcomponent eller Composante Air - ingår 11 500 soldater (varav 800 kvinnor). Den viktigaste flygstridsplattformen är 90 Lockheed Martin F-16 Fighting Falcon. Dessutom finns 11 Lockheed Martin C-130 Hercules transportflygplan.

### Sjukvårdstjänsten
Den belgiska militära sjukvårdstjänsten - Medische Component eller Composante Médicale - bildar en egen försvarsgren med 1 250 soldater i fredsorganisationen.